# محمد بن عزيزة
محمد بن عزيزة (1959 في الجزائر - 4 أكتوبر 1992، هولندا) كان محترفا في رياضة كمال الأجسام.

## السيرة الذاتية
تميز مومو (كما كانو يطلقون عليه) ببنيته الضعيفة وقصر قامته، حيث كان طوله 1.58 سم ووزنه 53 كلجم، ومن هنا كانت البداية حينما ذهب لتأدية الخدمة العسكرية حيث أحس أن هناك نقص ما فيه فتوجه لمجال كمال الأجسام وحقق النجاح.
بدايته كانت في مدريد، إسبانيا في بطولة العالم للهواة عام 1987 وحقق المركز الأول، ومنها تأهل لنطاق المحترفين على 1988 في لوس أنجلوس، حصل على بطولة (Mr. Universe) أيضاً، وأطلق الأمريكيون عليه لقب "the Tter Giant".
توفي في 4 أكتوبر عام 1992 بذبحة قلبية وكان عمره وقتها 33 عاماً، في فندق في مدينة صغيرة في مقاطعة زيلاند، وتفيد التقارير أنه قد اشتكى في وقت سابق من المرض وضيق في التنفس، لكنه رفض عدة مرات للذهاب إلى المستشفى، ويعتقد أن سبب وفاته هو أنه أخذ حقنة قدمها له رجل مجهول لتسريع عملية إعداده قبل وقت قصير من المنافسة، أدت وفاته إلى نهاية مهنة صديقه الشخصي ستيف بريسبويس. كان محمد النجم الصاعد من الجيل الجديد في نسخة محفوظة 11 يوليو 2018 على موقع واي باك مشين. كمال الأجسام. 

## وصلات خارجية
- محمد بن عزيزة
- صور لمحمد بن عزيزة